# Enicospilus tates
Enicospilus tates là một loài tò vò trong họ Ichneumonidae.